# Festival van San Remo 1973
Het Festival van San Remo 1973 was de 23ste editie van de liedjeswedstrijd.

## Finale
1. Un grande amore e niente più (E. J. Wright, Giuseppe Faiella e Franco Califano) Peppino di Capri
2. Come un ragazzino (Gaetano Amendola e Peppino Gagliardi) Peppino Gagliardi
3. Da troppo tempo (Colonnello e Luigi Albertelli) Milva
4. Dolce frutto (Balsamo-Minellono) Ricchi e Poveri
5. Serena (Mescoli-Musikus) Gilda Giuliani
6. Tu nella mia vita (Arfemo-Luberti) Wess e Dori Ghezzi
7. L'uomo che si gioca il cielo a dadi (Roberto Vecchioni) Roberto Vecchioni
8. La bandiera di sole (Pallavicini-Leali) Fausto Leali
9. Amore mio (Balsamo-Minellono) Umberto Balsamo
10. Mi sono chiesta tante volte (Guarnieri-Preti) Anna Identici
11. Come sei bella (Cavallaro-Bigazzi) Camaleonti
12. Tu giovane amore mio (Gianco-Nicorelli-Pieretti-Minachesi) Donatello
13. Il mondo è qui (Memo Remigi) Memo Remigi
14. Tre minuti di ricordi (Pintus-Del Prete) Alessandro
15. Straniera straniera (Chiaravalle-Specchia) Lionello
16. Una casa grande (Lo Vecchio-Villa) Lara Saint Paul

## Halvefinalisten
- Addio amor (Nobile-Gallerani-Bosisio) Mocedades
- Angeline (Marsella-Daiano) Pop Tops
- Anika na-o (Piccarreda-Cochis-Cassano) Jet
- Cara amica (Principe-Caruso) Bassano
- Dove andrai (Detto Mariano) Carmen Amato
- Elisa Elisa (Bardotti-Endrigo) Sergio Endrigo
- Innamorata io? (Celentano-Chiaravalle) Lolita
- Mistero (Claudio Mattone) Gigliola Cinquetti
- Mondo mio (M.Conte-G.Conte) Christian De Sica
- Ogni volta che mi pare (Evangelisti-Pintucci) Alberto Feri
- Povero (Mellier-Medini) Junior Magli
- Sugli sugli bane bane (Tomelleri-Piccioli) Le Figlie Del Vento
- Vado via (Riccardi-Albertelli) Drupi
- Via Garibaldi (Tony Santagata) Tony Santagata

1951 · 1952 · 1953 · 1954 · 1955 · 1956 · 1957 · 1958 · 1959 · 1960 · 1961 · 1962 · 1963 · 1964 · 1965 · 1966 · 1967 · 1968 · 1969 · 1970 · 1971 · 1972 · 1973 · 1974 · 1975 · 1976 · 1977 · 1978 · 1979 · 1980 · 1981 · 1982 · 1983 · 1984 · 1985 · 1986 · 1987 · 1988 · 1989 · 1990 · 1991 · 1992 · 1993 · 1994 · 1995 · 1996 · 1997 · 1998 · 1999 · 2000 · 2001 · 2002 · 2003 · 2004 · 2005 · 2006 · 2007 · 2008 · 2009 · 2010 · 2011 · 2012 · 2013 · 2014 · 2015 · 2016 · 2017 · 2018 · 2019 · 2020 · 2021 · 2022 · 2023 · 2024 · 2025